# Etničke grupe Kazahstana
Etničke grupe Kazakstana: 15.532.000 stanovnika (UN Country Population; 2008)). preko 70 naroda.
- Abhazi	200
- Aguli	100
- Albanci, govore gegijski 50
- Altajci	500
- Arapi 500
- Armenci	15.000
- Asirci	400
- Avarci	1400
- Azeri, Sjeverni	80.000
- Balkarci	2100
- Baškirci, 24.000
- Bjelorusi	115.000
- Britanci	800
- Bugari 7100
- Burjati, 	600
- Čečeni, 	33.000
- Čerkezi: Adigejci 100
- Česi	1000
- Čuvaši	12.000
- Darginci 900
- Dungani	38.000
- Estonci 1900
- Finci 600
- Gagauzi 700
- Grci 13.000
- Gruzijci 5500
- Hakasi	400
- Inguši	17.000
- Iranci	2900
- Kalmici	700
- Karačajevci, Alan	1400
- Karakalpaci 1500
- Karelijci	400
- Kazaci	8.180.000
- Komi
  - Permjaci	1000
  - Zirjani	400
- Korejci	102.000
- Krimski Tatari, 	1000
- Kumici	700
- Kurdi, Sjeverni	34000
- Kirgizi	11.000
- Lakci	600
- Latvijci 1900
- Lezginci 4700
- Litavci 7200
- Mandarinski Kinezi, 	3600
- Mađari	500
- Marijci Nizinski (Livadski) 6600
- Menoniti 33.000
- Moldavci 20.000
- Mongoli, Periferalni 600
- Mordvini, Erzja 17.000
- Nijemci 362.000
- Nogajci	400
- Oseti	2100
- Paštunci (Afganci) 500
- Poljaci	48.000
- Romi 5.300
- Rumunji	600
- Rusi 4.589.000
- Rutuli	100
- Šori	200
- Tabasarani	300
- Tadžici	26.000
- Tališi	700
- Tatari	255.000
- Turci	78.000
- Turkmeni	1800
- Udini	300
- Udmurti	9300
- Ukrajinci 560.000
- Ujguri, Kashgar Turki	367.000
- Uzbeci, Sjeverni	380.000
- Židovi 	6900	(bez Buharskih)
  - Buharski Židovi,  800